# Slovenske Konjice
Slovenske Konjice (alemán Gonobitz) es una ciudad y municipio del noreste de Eslovenia, que se encuentra en el valle de río Dravinja. Encima de ella se levanta la ladera empinada de Konjiška gora (924 m), y en ella, situadas encima de Pristava, las ruinas del castillo Stari grad de siglo XII. 

## Historia
La localidad obtuvo los privilegios de villa en siglo XIII, y desde entonces sigue siendo el centro de la parte alta del valle de Dravinja. La ciudad se estableció en el cruce de la vieja carretera entre Maribor y Celje, y la carretera que conduce a lo largo del valle de Dravinja. 
Entre Žička gora (420 m) se encuentra el pueblo de Žiče. El riachuelo Žičnica sale de un valle lateral, detrás de Konjiška gora. En ese valle se ubican las ruinas de monasterio cartujo de Žiče, que se estableció en 1160. Hoy en el monasterio rodeado de una impresionante muro de defensa se está renovando.

## Tráfico
La Autopista A1 "Slovenica" no se ha acercado directamente a Slovenske Konjice.

## Deporte
- ND Dravinja juega en la 3. SNL y juega en el Estadio Dobrava.
- KK Slovenske Konjice juega en la 2. SKL y juega en el SD Konjice.